# Ruellia gorgonensis
Ruellia gorgonensis är en akantusväxtart som beskrevs av Emery Clarence Leonard. Ruellia gorgonensis ingår i släktet Ruellia och familjen akantusväxter. Inga underarter finns listade i Catalogue of Life.